# Hwa-eomgyeong
Hwa-eomgyeong è un film del 1993 diretto da Jang Sun-woo.

## Trama
Abbandonato da piccolo dalla madre, un ragazzo si mette alla ricerca della donna a seguito della morte del padre. Durante il viaggio incontrerà un monaco eccentrico, una ragazza, un galeotto, un dottore sboccato e il figlio di un astronomo alcolizzato.